# Bořetice (okres Pelhřimov)
Bořetice (německy Borschetitz) jsou obec v okrese Pelhřimov v Kraji Vysočina. Žije zde 101 obyvatel. Při jihovýchodním okraji obce protéká Bořetický potok, který je pravostranným přítokem řeky Trnavy tekoucí západně od Bořetic.

## Historie
První písemná zmínka o obci pochází z roku 1360.

## Obyvatelstvo
| Rok            | 1869 | 1880 | 1890 | 1900 | 1910 | 1921 | 1930 | 1950 | 1961 | 1970 | 1980 | 1991 | 2001 | 2011 | 2021 |
| -------------- | ---- | ---- | ---- | ---- | ---- | ---- | ---- | ---- | ---- | ---- | ---- | ---- | ---- | ---- | ---- |
| Počet obyvatel | 187  | 192  | 221  | 187  | 194  | 180  | 162  | 120  | 126  | 123  | 103  | 85   | 70   | 68   | 67   |
| Počet domů     | 26   | 27   | 27   | 28   | 29   | 30   | 31   | 31   | 28   | 27   | 26   | 30   | 31   | 33   | 35   |

## Obecní správa a politika
V letech 1869–1910 Bořetice byly jako osada obce k Březině v okrese Pelhřimov. V letech 1921–1979 byly obcí v okrese Pelhřimov (1921–1930), poté v okrese Pacov (1950) a později v okrese Pelhřimov. Od 1. ledna 1980 do 31. prosince 1991 patřily jako část obce k Hořepníku a od 1. ledna 1992 jsou opět samostatnou obcí.

### Obecní symboly
Znak a vlajka byly obci uděleny rozhodnutím předsedy Poslanecké sněmovny Parlamentu České republiky dne 21. června 2018.

### Politika
V letech 2006–2010 působil jako starosta Jiří Kos, od roku 2010 tuto funkci zastával Vnislav Chatrný. Od 1. listopadu 2018 vykonává druhé funkční období starosty obce Tomáš Kos.

## Pamětihodnosti
- Kaplička
- Památník obětem první světové války z roku 1928

## Významné osobnosti a rodáci
Z obce pochází rod rakouského katolického biskupa v St. Pöltenu Franze Zaka (Žáka).

## Galerie

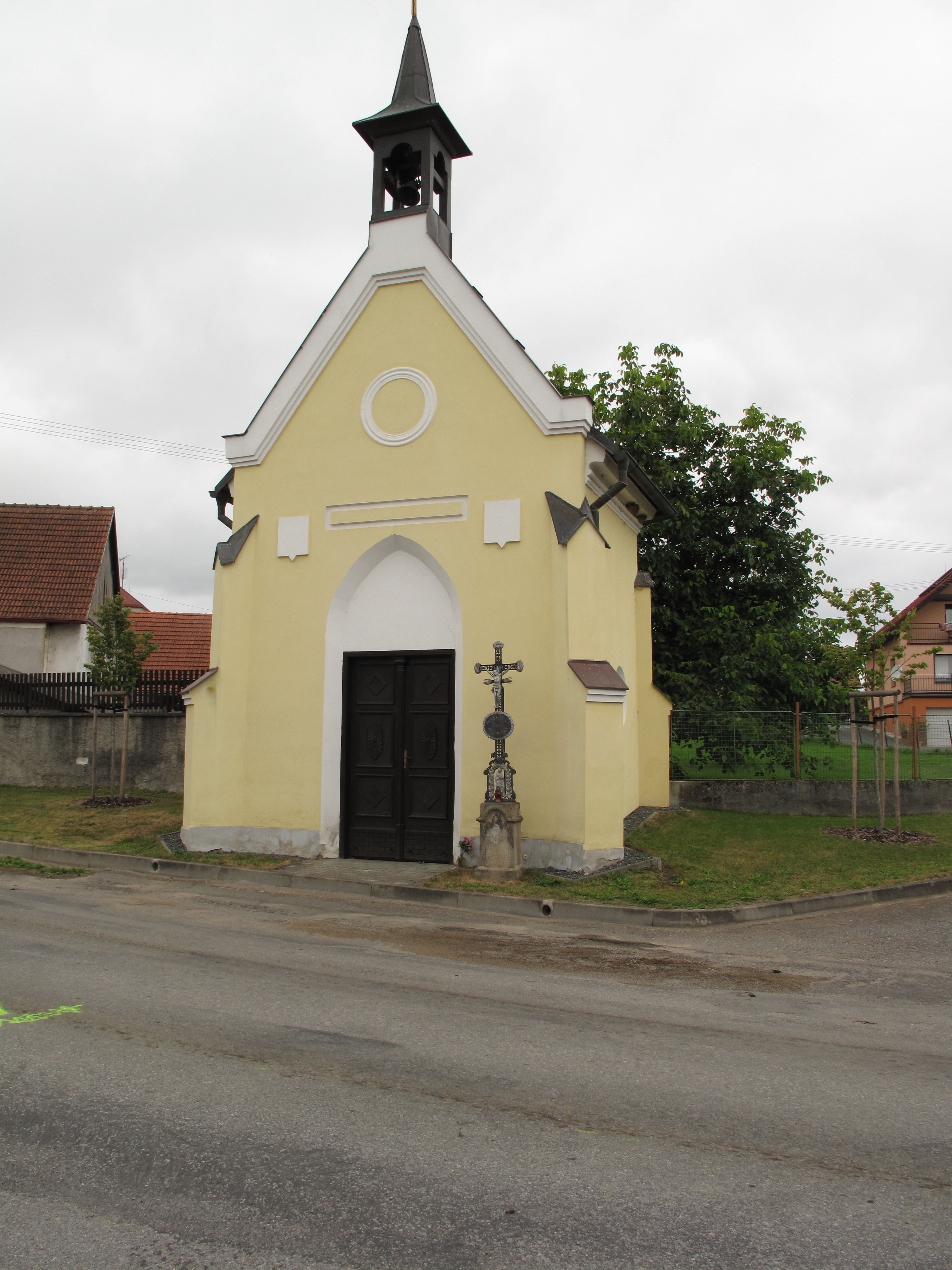
Kaple
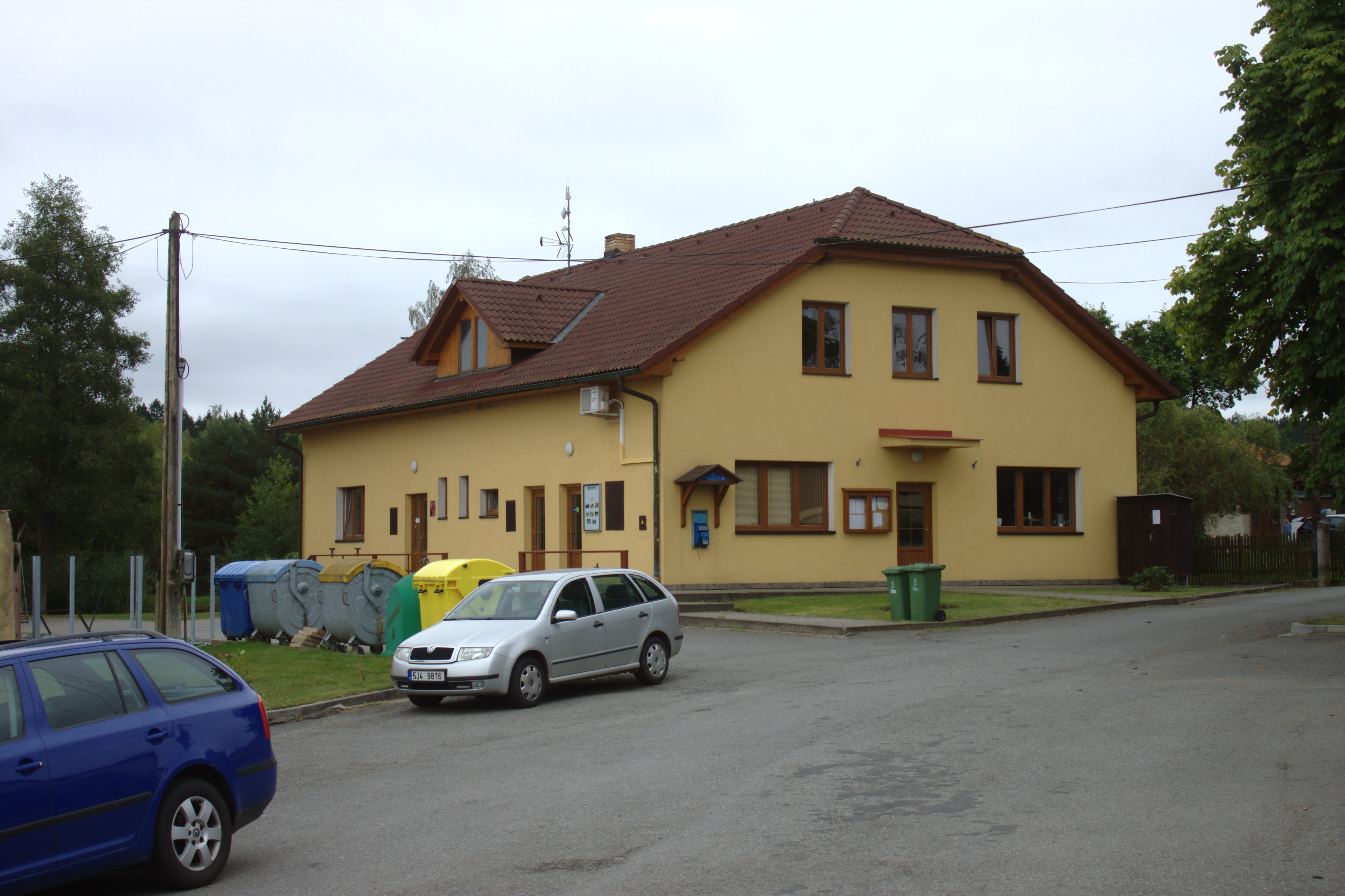
Hospoda
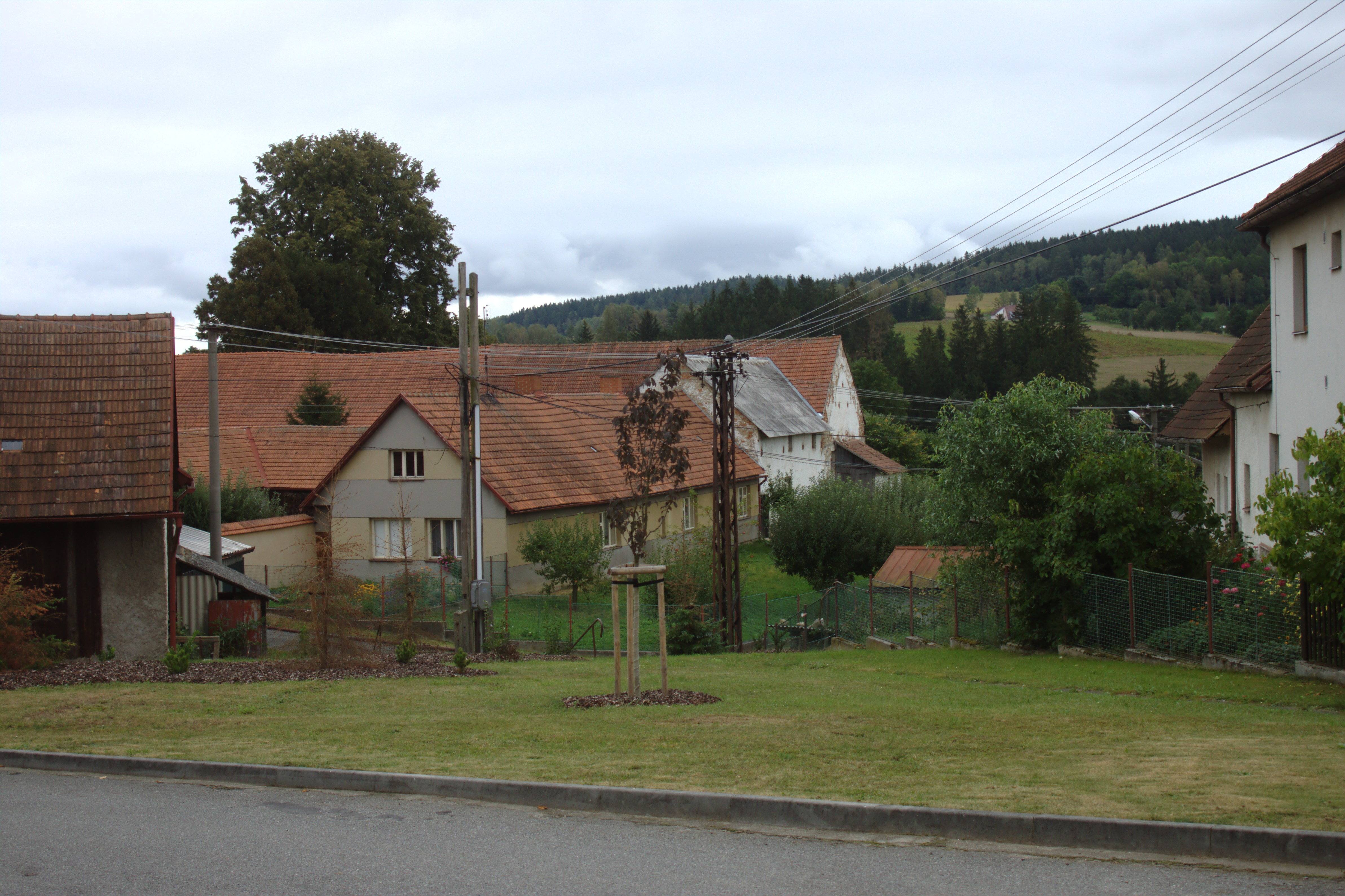
Domy